# Pian delle Betulle
Il Pian delle Betulle ("Bedoi" per i locali o "Ultimo Paradiso"), è un alpeggio posto a 1500 m s.l.m. nel comune di Margno, in provincia di Lecco.

La località è molto frequentata durante il periodo estivo, grazie alle suggestive passeggiate e alla vista impareggiabile sui laghi (di Como e di Lugano) e sulle montagne (tra le quali la Grigna, il massiccio del Monte Rosa e nelle giornate più limpide si distingue persino il Cervino); è inoltre meta appetibile per gli appassionati di mountain bike; il periodo invernale non è da meno grazie agli impianti sciistici ma soprattutto grazie alla varietà di fuoripista disponibili che hanno reso questa località tra le più ambite per i freerider della zona.
Negli anni Novanta lo skilift Grande venne sostituito con una funzionale seggiovia triposto Graffer, denominata Cima Laghetto. Successivamente venne anche acquistato un cannone a bassa pressione per l'innevamento artificiale.
A partire dall'inverno 2010-2011 lo skilift Baby è stato sostituito con un moderno tapis roulant.

In seguito anche per il comprensorio sciistico Pian delle Betulle, a causa di scarse nevicate, iniziarono le difficoltà. 

Seguirono inverni difficili in cui la stazione sciistica subí sempre di più la forte concorrenza dei Piani di Bobbio, nonostante ciò per gli amanti dello sci il Pian Delle Betulle rimase la meta più ambita, la difficoltà delle sue piste infatti offre una sfida molto allettante.
La località ha un gestore per la Funivia (ITB spa di Barzio) con concessione fino al 2021 mentre gli impianti dopo il fallimento di Ultim'ora s.r.l. sono senza gestore.
Per la stagione 2017/2018 tuttavia CuccherSki , una neonata società creata da volenterosi giovani della zona, ha ottenuto la concessione degli impianti, provvederanno quindi al loro corretto funzionamento.

## Piste di sci alpino
Al Pian delle Betulle sono presenti cinque piste, di cui una blu, tre rosse una nera. 

Piste servite dalla seggiovia Cima Laghetto
- Presepe
- Morosoi
- Bosco

Piste servite dal tapis roulant Baby
- Baby

Piste servite dallo skilift Cimone
- Cimoncino

### Impianti di risalita attualmente in esercizio
- Funivia Margno-Betulle.[1] in concessione fino al 2021 alla Società ITB spa di Barzio[senza fonte]
- Seggiovia triposto Cima Laghetto, costruita dalla ditta Graffer nel 1999 in esercizio.
- Tapis Roulant Baby, costruito nel 2010. in esercizio, ma di proprietà della fallita Ultim'ora srl.
- Skilift Cimone, costruito da Leitner nel 1989. in esercizio.

## Sport estivi
Durante la bella stagione è il luogo ideale per le famiglie, per trascorrere giornate di relax sui verdi prati del piano e fare brevi passeggiate alla scoperta dei piccoli alpeggi dei dintorni. I bambini (e anche i grandi) possono divertirsi al parco avventura Jungle Raider Park di Margno
È anche punto di partenza per escursioni di trekking e mountain bike più o meno impegnative e in generale alla portata di tutti, alcune delle quali sono:
- Dal Pian delle Betulle alla Val Biandino: facile, 2 ore e mezza circa.
- Dal Pian delle Betulle al Lares Brusaa: facile, 1 ora circa.
- Gli Alpeggi del Pian delle Betulle (Alpe Ortighera e Alpe Oro): facile, 20 minuti
- Dall’Alpe di Paglio al Pian delle Betulle: facile, 15 minuti
- Da Margno al Pian delle Betulle: facile, 1 ora e mezza
- Da Crandola al Pian delle Betulle: facile 1 ora e mezza
- Dal Pian delle Betulle all’ Alpe Grasso e Alpe Piazza: facile 30 minuti circa
- Dal Pian delle Betulle al Rifugio Santa Rita: facile ore 3 e mezza
- Dal Pian delle Betulle al Rifugio Ombrega: facile ore 1 ora e 45 minuti circa